# バロックワークス
- ONE PIECE
  - ONE PIECEの用語一覧 > バロックワークス
  - ONE PIECEの登場人物一覧 > バロックワークス

バロックワークス（Baroque Works, 略称：B・W）は、漫画『ONE PIECE』に登場する架空の犯罪組織。
担当声優はテレビアニメ版での配役。担当俳優は実写ドラマ版での配役。

## 概要
王下七武海の一人（当時）であるサー・クロコダイルが興した「秘密犯罪会社」。社員数約2000人。主な仕事は諜報、暗殺、盗み、賞金稼ぎ。最終目的は「理想国家の建国」。手柄を立てた社員は、その理想国家での要人の地位が約束される。しかし「理想国家の建国」の実態は、アラバスタ王国の乗っ取りである。本社はアラバスタの「スパイダーズカフェ」。シンボルは翼とレイピアをあしらったドクロマーク。
徹底した秘密主義が採られており、社員たちは社長の正体はもちろん、仲間の素性も知らされず、互いをコードネームで呼び合う。この秘密主義によって、世界政府さえ組織の存在を把握していなかった。
幹部は社長から直接指令を受ける男性エージェント12人と1匹、および彼らとペアを組む女性エージェントから成る。男性エージェントの名は「Mr.（ミスター）+ナンバー」で、数値が0に近いほど地位が高く、実力も比例する。女性エージェントの名は曜日や祝日、記念日などから付けられている。
クロコダイルは4年をかけた周到な計画によってアラバスタに内戦を起こし、最終作戦「ユートピア作戦」を発動させた。だが、麦わらの一味によってクロコダイルや幹部が倒されて作戦は失敗し、組織も崩壊した。表紙連載『ミスG･Wの作戦名"ミーツバロック"』で主要メンバーのその後が描かれ、インペルダウン編ではクロコダイルを始めとした一部メンバーが再登場した。
ちなみに「BW」には砂漠気候の意味もあるが、作者である尾田栄一郎は読者に指摘されるまでそれを知らなかった。

## 構成員

### 社長・副社長
Mr.0
B・W社長。正体は王下七武海の一人（当時）、サー・クロコダイル。

ミス・オールサンデー
B・W副社長・最高司令官。本名はニコ・ロビン。B・W崩壊後は麦わらの一味に入団。

### オフィサーエージェント
Mr.1からMr.5までのエージェントとそのパートナー。ほとんどが悪魔の実の能力者で、重要な任務の時にしか動かない。メンバーにはそれぞれ好みの茶があるという裏設定がある。
Mr.1
声 - 稲田徹
B・Wオフィサーエージェント→クロスギルド社員。本名はダズ・ボーネス。異名は「殺し屋」。懸賞金7500万ベリー。
「西の海」出身。29歳→31歳。誕生日は1月1日。身長212cm。やぎ座。血液型F型。好きな食べ物はマテ茶、生ハム。嫌いな食べ物は焼いた豚肉。
胸に「壱」の文字の刺青を入れた丸刈り頭の男。ストイックかつ寡黙で、馴れ合いを好まない性格。オフィサーエージェント最強の実力者で、世界最強の剣士ミホークにも名を知られていた。B・W加入前は「西の海」の名の知れた賞金稼ぎだった。思い描く理想は「英雄（ヒーロー）」。B・W所属時の船は「キルサスーン号」。
超人系悪魔の実「スパスパの実」の能力者。全身を刃物に変えられる「全身刃物人間」。刃物は鉄の硬度を持ち、攻防の両面で高い能力を発揮する。能力者になってからゾロに敗れるまで、剣士には傷一つつけられたことがなかった。
ユートピア作戦では、ミス・ダブルフィンガーと共にナノハナに武器商船を突撃させ、Mr.2の変身を目撃した少年カッパに口封じのため重傷を負わせた。アルバーナではメディ議事堂の表通りにてゾロと対峙し、ゾロの猛攻を無傷で凌ぎ一時はゾロを瀕死に追いやるが、鉄を斬る力を会得したゾロの「獅子歌歌」により敗れた。その後、他のエージェントと共に海軍の留置所に収容され、救出に来たミス・ゴールデンウィーク達から脱獄に誘われるが、クロコダイルと共に拒否して留置所に残り、インペルダウンに連行された。
インペルダウンではLEVEL4に収監されていたが、ルフィらの集団脱獄の際に先に解放されたクロコダイルの誘いで共に脱獄する。マリンフォード頂上戦争でもクロコダイルと行動し、一時は白ひげ海賊団と戦ったが、後にクロコダイルの命令によりルフィを援護した。その際ミホークとも一戦を交えるが、一太刀のもとに斬り伏せられた。終戦後は、クロコダイルと共に新世界へ向かう。
新世界編でもクロコダイルに同行しており、クロコダイルが新たに立ち上げたクロスギルドに加わる。
技一覧
斬人（スパイダー）
全身を刀の硬度にする事によって、敵の攻撃を弾く防御技。
掌握斬（スパークロー）
指を刃物に変えて斬撃を繰り出す。通常は掴む動作で切り裂くが、刃の裏表を変えて切ることもできる。
発泡雛菊斬（スパークリングデイジー）
両手を勢いよく広げ、凄まじい衝撃とともに、放射状に広がる斬撃を放つ。
微塵斬（アトミックスパ）
対象を細かく切り刻む。
滅裂斬（スパーブレイク）
腕を交差させた状態から、一気に広げる動作で相手を切り裂く。
螺旋抜斬（スパイラルホロウ）
腕に半円形の刃を複数生やしてドリルのように高速回転させ、触れたものを切り刻む。
微塵斬速力（アトミックスパート）
足の裏を刃にしてスケートのように滑る。
ミス・ダブルフィンガー
声 - 水原リン（103・104話）→橘U子（107話 - ）
B・Wオフィサーエージェント。Mr.1のパートナー。本名はザラ。異名は「毒グモのザラ」。懸賞金3500万ベリー。
「偉大なる航路」出身。26歳→28歳。誕生日は7月30日（ナミ◯(勝利)）。身長187cm。しし座。血液型X型。好物はハーブティー。
常にクネクネした動きをしている女性。パーマをかけた長髪と、蜘蛛の巣のような露出度の高い衣装が特徴。表向きは、ポーラの名で、「スパイダーズカフェ」の店主を務めていた。このときは眼鏡をかけ、頭にバンダナを巻いていた。個性的な面々が多いオフィサーエージェントの中では比較的常識人で、まとめ役をすることが多い。コードネームのダブルフィンガーは、両手の人差し指を立てた状態を指し、「1月1日」すなわち元日を意味する。
超人系悪魔の実「トゲトゲの実」の能力者。全身から鋭い棘を生やすことができる「棘人間」。体のツボを刺して、一時的なドーピングも可能。
ユートピア作戦では、Mr.1と共にナノハナに武器商船を突撃させる。アルバーナでは、メディ議事堂の裏通りにてナミと戦う。実戦経験の差からナミを追い詰めるが、「天候棒」の意外な性能に翻弄され、最後は「トルネード＝テンポ」で吹き飛ばされ、敗れた。その後、海軍の留置場に捕らわれていたが、ミス・ゴールデンウィークらと共に脱獄。思い描く理想「酒場のポーラ」の通り、脱獄仲間と共に「NEWスパイダーズカフェ」を経営するようになる。
技一覧
ダブルスティンガー
腕を棘に変える。連続突きも可能。
スティンガーフィンガー
五本指を棘に変える。
スティンガーヘッジホッグ
体を丸め全身に棘を生やし突進攻撃を仕掛ける。
ソーイングスティンガー
足の裏から棘を生やす。
スティンガーステップ
足の裏から大量の棘を生やし踏みつける。
シー・アーチンスティンガー
シーアーチン（ウニ）の名の通り、髪を大量の棘に変え、回転しながら突っ込む。
トゲトゲ針治療（ - ドーピング）
腕（のツボ）に棘を刺すことで筋肉を強化する。
スティンガーフレイル
腕から短い大量の棘を生やし攻撃する。
Mr.2・ボン・クレー
声 - 矢尾一樹
B・Wオフィサーエージェント→ニューカマーランド新女王。本名はベンサム。異名は「荒野のベンサム」。懸賞金3200万ベリー。
「東の海」出身。30歳→32歳。誕生日は8月15日。身長238cm。しし座。血液型F型。好物はタコパフェ、釜炒り茶。
常にテンションが高く、騒々しいオカマ。「2」と白鳥を模したシャツを着用。オカマのため、オフィサーエージェントの中では唯一女性のパートナーがおらず、代わりに直属の部下たちを率いている。コードネームも2つ持っている（ボン・クレーは「盆暮れ」から）。服の背中には「おかま道（ウェイ）」と書かれている。風貌や言動こそキテレツだが、友情を何よりも重んじる、義理人情に厚い性格の持ち主である。一人称は「あちし」。好きな言葉は「あやふや」。口癖は「ジョ───ダンじゃな───いわよ───う!」で、普段はオネエ言葉で話す。
超人系悪魔の実「マネマネの実」の能力者。右手で触れた人物の特徴を記憶して、自由に変身することができる。変身は自分の左手で左頬に触れると解除される。この能力を使った偽装工作を得意としており、多くの敵を翻弄している。バレエの様な足技が主体の「オカマ拳法」の使い手であり、「アン、ドゥ、オラァ（クラァ）!!」の掛け声に合わせた攻撃を放つ戦法を基本とし、回避されても柔軟な動きで相手の軌道を捉え、次の攻撃へ繋げていく。ただし、ボン・クレーの柔軟な肉体があってこその拳法であるため、他人に変身している時は「オカマ拳法」を使えない弱点を持つ。実力は非常に高く、Mr.3の始末をクロコダイルに任せられるほどの腕前。
Mr.3の抹殺任務でリトルガーデンに向かうが、そのことを予測していたMr.3が行方をくらませたことで任務に失敗。アラバスタへの帰還途中にルフィたちと出会い、互いに敵同士だと気づかずに意気投合した。ナノハナでは国王コブラに変身し、コーザら反乱軍の前でダンスパウダーによる降雨独占を認める発言をして、反乱を煽り立てた。アルバーナではウソップからゴーグルを奪い変装してビビに接触したが、あらかじめゾロが仕込んでいた二段構えの対抗策で変装を見破られる。宮殿を目指すビビを執拗に追い詰め、ポルカ通りでサンジと対峙する。一時はサンジが女に手を出せないことを見抜き、ナミに変身し一方的に痛めつけたが、変身の解除方法を見抜かれたことで反撃を許し、激しい死闘の末に敗れる。クロコダイルがルフィに敗れた後はいち早く息を吹き返し、アラバスタから脱出するため麦わらの一味に協力。ルフィたちの仲間を想う姿勢に感動し、自ら囮となり身を挺して海軍に戦いを挑むが、敗北し捕えられる。
その後、脱獄に成功し、3200万ベリーの懸賞金がかけられる。キューカ島にて海軍に捕われたミス・バレンタインを助けるため、再びヒナと対決。ミス・バレンタインの救出には成功したが自身は逮捕され、インペルダウンに連行される。
インペルダウンではLEVEL3に収監されていたが、Mr.3の手で脱獄し、インペルダウンに侵入したルフィと再会。エース救出を試みるルフィの助太刀に加わり、行動を共にする。ルフィがマゼランに敗れた際は身を呈して救出に向かい、イワンコフによる治療の際は、何時間も激励の言葉を送り続けた。脱獄の際は一人インペルダウンに残り、マゼランに変身して「正義の門」を開けさせ、本物のマゼランに単騎で戦いを挑んで敗北した。
新世界編では、LEVEL5.5番地「ニューカマーランド」の新女王となっている。
担当声優の矢尾は、作者の尾田と一緒に行った福岡のオカマバーにいた元気なオカマがボン・クレーのモデルではないかと述べている。
技一覧
マネマネの実
マネマネ合成顔（ - モンタージュ）
マネマネの実の能力で記憶した顔のパーツを組み合わせ、面白い顔を作って相手を笑わせて隙を突く。世界一変な顔を作ったはずだったが、ウソップの鼻以外は全て自分の顔だった。相手の悪魔の実の能力まではコピーできない。
オカマデャーッシュ
両手を上げて走る。とりあえず速い。
血と汗と涙のルルヴェ
垂直な壁でも駆け上がれるほどのダッシュ。
どうぞオカマい拳（ - ナックル）
パンチを繰り出す。
うらぶれ白鳥舞踏会（ - スワンぶとうかい）
酔拳のように不規則な動きで突きを繰り出す。
白鳥（はくちょう）アラベスク
一瞬にしてあらゆる部位を蹴りまくる、サンジの「羊肉ショット」と似たような技で、威力も同等。
マスカラブーメラン キャッチしマスカラ
目の下のマスカラを飛ばして相手を切り裂く。
あの夏の日の回想録（ - メモワール）
片足を軸に回転しながら蹴り込む。
あの冬の空の回想録（ - メモワール）
急降下からの蹴りを放つ。
あの砂漠の国の回想録（ - メモワール）
アニメオリジナル。ジャンプ後に数回回転をした後、急降下して爪先から蹴りを放つ。
オカマチョップ
チョップを繰り出す。
蹴爪先（ケリ・ポアント）
爪先で相手を蹴る。
爆撃白鳥（ボンバルディエ）
オカマ拳法の「主役（プリマ）」。両肩の白鳥を爪先に装着し、その鋼の嘴で鋭い蹴りを放つ。一点に凝縮されたパワーは、石の壁を簡単に貫通するほどの破壊力。さらにしなる首による長いリーチを持つが、その分「返り」が遅い。ちなみに、相手から見て右側の首がオス、左側の首がメスらしい。
爆弾白鳥アラベスク（ボンバルディエアラベスク）
「爆撃白鳥」の状態で跳び蹴りを放つ、ボン・クレーの必殺技。
あの秋の夜の夢の二度見
インペルダウンLEVEL3にてMr.3と再会した際にした、ただの二度見。
お控え・ナ・鞭打（フェッテ）
鞭のように足を撓らせ、相手を蹴りつける。
Mr.3
声 - 檜山修之
演 - デヴィッド・ダストマルチャン
B・Wオフィサーエージェント→バギーズ・デリバリー幹部→クロスギルド社員。本名はギャルディーノ。異名は「闇金ギャルディーノ」。懸賞金2400万ベリー。
「南の海」出身。35歳→37歳。誕生日は3月3日（「Mr.3」から）。身長179cm。うお座。血液型F型。好物は紅茶（アールグレイ）、紅茶に合うクッキー。
「姑息な大犯罪」をモットーとする、B・Wきっての頭脳派。自身の能力で様々な造形物を作り出す「造形美術家」。戦闘力はMr.4に劣るが、綿密な策略と任務に対する執念深さをクロコダイルに買われ、Mr.3の地位を手に入れた。変装と潜入の達人で、頂上戦争では多くの海兵を欺き、エース救出に貢献している。「3」をあしらったメガネを掛けており、「3」の形をした丁髷の髪型をしている。語尾に「ガネ」と付ける。B・W加入前は闇金業者で、業界では有名だった。
超人系悪魔の実「ドルドルの実」の能力者。蝋を体から放出し、操ることができる「キャンドル人間」。固まった蝋は鉄に匹敵する硬度を持つが、火や熱に弱く暑い場所では重宝しない。能力を使う際、頭の丁髷に火が灯る。また、能力を動力源とした船「智略天然丸」を持っていた。
リトルガーデンでは、ルフィ達抹殺の任務に加え、高額賞金首であるドリーとブロギーを狙う。巨人達の決闘を妨害し、Mr.5ペアと共に様々な策でルフィ達を陥れたが、ウソップの機転でゾロ達の解放を許してしまい、最後はルフィに倒される。その後、自らに抹殺指令が下ると予測して別経路でアラバスタに辿り着き、レインディナーズのアジトでクロコダイルに再度チャンスを求める。しかし任務に失敗したことでクロコダイルに見放され、バナナワニのエサにされる。自身の能力で身を守り無事だったが、サンジにルフィ達が捕われた檻の合鍵を作らされた後に一蹴される憂き目に遭った。
B・W崩壊後はキューカ島に潜み、海軍に捕らわれたミス・バレンタインをよそに島から逃亡を図るが、Mr.2に見つかり、服を奪われる。その後ヒナに捕まり、インペルダウンに連行された。
インペルダウンではLEVEL2に収監されており「恐怖をする余裕もないほど」にやつれていたが、ルフィ達によって檻から脱出。脱出後はバギーと結託し、囚人達を釈放することで混乱を招き脱獄を試みる。マゼランが迫ってきた際は、ルフィに協力してマゼランを足止めした。
マリンフォード頂上戦争では、インペルダウンで自らを犠牲にしたMr.2の弔いのため、処刑人に変装してエースの処刑台に上り、エースの手錠の合鍵を作って彼の解放に協力する活躍を見せた。終戦後、バギー海賊団に加入。
新世界編では、バギーズ デリバリーの幹部となっている。バギーの七武海の称号剥奪後、バギーを見放してクロコダイルが新たに設立したクロスギルドに加わる。
技一覧
キャンドルジャケット
相手をロウで捕縛する。ロウは固まれば鉄の硬度に匹敵するので容易には抜け出せないが、ブロギーの怪力によって破壊された。
キャンドルロック
瞬時に固まるロウを放出し、相手の手足を捕縛する。ルフィの技の中にこれと併用した「ゴムゴムのトンカチ」や「ゴムゴムのトンカチ回転銃（ライフル）」がある。
特大キャンドル・サービスセット
ハロウィンのカボチャの顔をした巨大なロウの塔を作り出し、上方にある回転する部分からロウの霧を降らせ、捕縛した相手を内部からロウ人形に変える。
ドルドル彫刻（ - アーツ）
身体から放出したロウで武器を作り出す。作中では「剣」と「銛」を披露した。巨人族のブロギーの肉体を貫くほどの威力を持つ。
キャンドル壁（ - ウォール）
身体から放出したロウで防壁を作り出す。
特大サービスキャンドル壁（ - ウォール）
「キャンドル壁」の特大版。
キャンドルチャンピオン
首を除く全身を硬いロウで包み、巨大なロボットのような外見になる。4200万ベリーの賞金首を仕留めたことのあるMr.3の最高芸術。ミス・GWの塗装で強化が可能。しかし蝋なので火に弱い。対マゼラン戦ではこれを流用してルフィの手足をロウで包み、毒人間のマゼランに直接打撃を与えられるようにした。
チャンプファイト「おらが畑」
上記の状態で連続で殴る。
ドルドルの館
ミス・GWの塗装が施された、自分に似せたロウ人形を大量に作り出す。ルフィを欺こうとしたが、勘で見破られた。
ドルドルボール
身体を硬いロウの球で包む。
ドルドル解除
既に固まった自分のロウに、新しく出した自分のロウをかけて溶かす。
ミス・ゴールデンウィーク
声 - 中川亜紀子
B・Wオフィサーエージェント。Mr.3のパートナー。本名はマリアンヌ。異名は「自由の旗手マリアンヌ」。懸賞金2900万ベリー。
「北の海」出身。16歳→18歳。誕生日は4月29日。身長145cm。おうし座。血液型XF型。好物は煎餅、緑茶。
おさげ髪に大きな帽子をかぶった、小柄な体格の少女。普段は無表情で非常にマイペースなのんびり屋だが、仲間思いな一面を持ち大胆な行動力を見せることもある。オフィサーエージェントでは、唯一の非戦闘員。思い描く理想は「画家」。
感情の色を現実に作り出す「写実画家」。特殊な絵の具で人に暗示をかける「カラーズトラップ」という技を使う。
リトルガーデンでは、カラーズトラップで単純なルフィを翻弄したが、Mr.3が敗れると逃走した。
表紙連載『ミスG･Wの作戦名"ミーツバロック"』で、その後が描かれた。B・W崩壊後も逮捕されずにMr.5ペアと共にリトルガーデンに残っていたが、B・W崩壊を新聞で知り、Mr.5ペアと共にリトルガーデンを脱出。キューカ島では、一時海軍に捕らわれたミス・バレンタインをMr.2の協力により救出。その後、海軍の留置場に潜入し、オフィサーエージェントたちの脱獄を手引きした。NEWスパイダーズカフェでは、絵を描いている。
技一覧
カラーズトラップ
絵の具を使った色霊で敵に心理的暗示をかけたり、物体の強度を上げたりする。悪魔の実の力ではない。催眠術などの心理戦に弱いルフィを苦しめた。描き出される模様はC・T（Colors Trap）を崩した形。
裏切りの黒
この絵具に触れると、どんな人の言葉でも裏切りたくなる。
笑いの黄色
この絵具に触れると、なぜか笑いたくなる。
闘牛の赤
赤色の絵具に攻撃したくなる。
悲しみの青
作中では名前のみの登場。ルフィに対して使用し、あらかじめ付いていた黄色と混ざって「なごみの緑」に変わった。
なごみの緑
この絵具に触れると和みたくなる。
友達の黄緑
ミス・GWと友達になる。
夢の虹色
ミス・ゴールデンウィークの最高芸術。天空に七色の円形の虹を描き、その下にいる者をそれぞれの理想の姿に変身させる。
Mr.4
声 - 高塚正也
B・Wオフィサーエージェント。本名はベーブ。異名は「キャッチャー殺しのベーブ」。懸賞金320万ベリー。
「偉大なる航路」出身。28歳→30歳。誕生日は6月19日（ベースボール記念日）。身長218cm。ふたご座。血液型F型。好物はアップルティー、ピザ。
恐ろしくノロい言動の大男。「4」と書かれた黄緑色の服を着ている。戦闘ではうって変わってスピードが急上昇し、犬銃ラッスーの吐き出すボール型爆弾を打って攻撃する。4トンもあるバットを振り回すほどの怪力を持ち、戦闘力のみならMr.3以上とクロコダイルからも認められている。Mr.2からは「デブチン」と呼ばれる。笑い方は「フォ〜フォ〜フォ〜」。思い描く理想は「速配ピザ屋」。B・W所属時の船は「ホーリーホームラン号」。
ユートピア作戦では、ミス・メリークリスマスと共に国王コブラを拉致する。アルバーナではウソップ・チョッパーと戦い、一時は優勢だったが、2人の連携プレイで翻弄され、最後は「ウソッチョ・ハンマー彗星」で倒された。その後、海軍の留置場に捕らわれていたが、ミス・ゴールデンウィークらと共に脱獄した。NEWスパイダーズカフェでは、ウエイターを務めている。
技一覧
四百本猛打（バンク）ノック
ラッスーの吐き出した大量のボール型爆弾を打ち飛ばす。
モグラ塚4番交差点
ミス・メリークリスマスによる「モグラ塚ハイウェイ」状態から、Mr.4が相手の頭を4tバットで打ち抜く連携攻撃。
ラッスー
声 - 青野武（『エピソードオブアラバスタ』）
Mr.4の銃。動物系悪魔の実「イヌイヌの実 モデル"ダックスフント"」を食べた「犬銃」。
誕生日は1月4日。やぎ座。好物はドッグフード。
風邪気味であり、くしゃみをすることで野球ボール形の時限爆弾を放つことができる。このボール爆弾は非常に重く、チョッパー（人型）でも捕球できなかった。思い描く理想は「戦車」。
アルバーナではウソップ・チョッパーを苦しめたが、最後は「ウソッチョ・ハンマー彗星」で吹き飛ばされたMr.4の下敷きになって倒された。NEWスパイダーズカフェでは、くつろいでいる。
ミス・メリークリスマス
声 - 金月真美
B・Wオフィサーエージェント。Mr.4のパートナー。本名はドロフィー。異名は「町落としのドロフィー」。懸賞金1400万ベリー。
「偉大なる航路」出身。49歳→51歳。誕生日は12月25日。身長156cm。やぎ座。血液型S型。好物はオレンジペコ。
せっかちな性格の中年女性。何でも略して喋る癖がある（「このバカ」を「このバッ!バッ!」など）。Mr.4の行動の遅さにはいつも腹を立てており、事あるごとに「ノロマ」と罵倒している。年齢のためか、腰痛持ち。Mr.2からは「オバハン」と呼ばれる。思い描く理想は「お姫様」。
動物系悪魔の実「モグモグの実」の能力者。モグラに変身でき、地中を自在に移動する。
ユートピア作戦では、Mr.4と共に国王コブラを拉致する。アルバーナではウソップ・チョッパーと戦い、序盤は優勢だったが、ルフィを侮辱した事でウソップとチョッパーの怒りを買い、最後はウソップの作戦に嵌められ、Mr.4との連携技である「モグラ塚4番交差点」を受けて倒された。その後、海軍の留置場に捕らわれていたが、ミス・ゴールデンウィークらと共に脱獄。現在はお姫様の洋服を着て、NEWスパイダーズカフェでウエイトレスをしている。
技一覧
土竜遁法 土竜魚（モグラトンポー モグギョ）
地中を掘り進む移動技。
土竜平手打ち（モグラバナーナ）
人獣形態の手で相手を平手で打つ。逃げ回るウソップに連発した際には繰り出すごとに技名が短くなり、最後は「ナッ！」のみになった。
モグラ塚ハイウェイ
地中にいる状態から手だけを出し、相手の足首をつかんだまま高速移動する。
モグモグ玉砕（ - インパクト）
「モグラ塚ハイウェイ」の状態から相手を壁などに叩きつける。
Mr.5
声 - 高塚正也
演 - キャムラス・ジョンソン
B・Wオフィサーエージェント。本名はジェム。異名は「国境のジェム」。懸賞金1000万ベリー。
「南の海」出身。24歳→26歳。誕生日は7月26日（「ノ」ーズファンシー「ボム」）。身長197cm。しし座。血液型X型。好物は火薬茶、上質な火薬、かやくご飯。
サングラスをかけ、左胸や左肩に「5」と書かれたトレンチコートを纏った男。厚い唇が特徴。落ち着いた性格で、私情を挟まずに任務を遂行する。ルフィ達に敗れるまで任務達成率は100%だった。思い描く理想は「消防士」。B・W所属時の船は「ポップロックキャンディ号」。
超人系悪魔の実「ボムボムの実」の能力者。自分の体のあらゆる箇所を起爆することができる「爆弾人間」。自身の吐息など、分泌物を起爆することもできる。爆発による攻撃を無効化でき、火薬を食べることも可能。
B・Wに潜入していたビビの抹殺指令を受け、ミス・バレンタインと共にウイスキーピークに赴く。ビビを庇ったミス・マンデーらを圧倒したが、勘違いから決闘していたルフィとゾロにまとめて一蹴された。リトルガーデンでは、Mr.3ペアとの共闘でゾロたちを捕らえ、さらにはルフィたちを追い込んだが、ウソップの機転により解放されたゾロに倒される。
表紙連載『ミスG･Wの作戦名"ミーツバロック"』では、B・W崩壊を知り、リトルガーデンを脱出。海軍の留置場に潜入し、オフィサーエージェントの脱獄の手引きをした。NEWスパイダーズカフェでは、修繕や内装を行っている。
技一覧
鼻空想砲（ノーズファンシーキャノン）
鼻糞を丸めて飛ばし、着弾した場所で爆発させる。両手で放つ強化版「鼻空想二連砲（ノーズファンシーダブルキャノン）」もある。
技名の由来は「鼻くそ」→「鼻空想（はなくうそう）」。作者はこの名前を考えた際に大笑いしたという。
足爆（キッキーボム）
爆発を付加した蹴り。
そよ風息爆弾（ブリーズ・ブレス・ボム）
Mr.5の究極能力。「南の海」の新型銃「フリントロック式44口径6連発リボルバー」に、弾丸代わりに自分の息を吹き込む。息が見えない弾丸となって放たれ、当たると爆発が起きる。
全身起爆
相手に密着し、大爆発を引き起こすであろう技。本人曰く「骨の欠片も残さない」ほどの威力を誇るとのこと。ウソップに使おうとしたがゾロに阻止され不発に終わった。
ミス・バレンタイン
声 - 折笠富美子
演 - ジャザラ・ジャスリン
B・Wオフィサーエージェント。Mr.5のパートナー。本名はミキータ。異名は「運び屋ミキータ」。懸賞金750万ベリー。
「西の海」出身。22歳→24歳。誕生日は2月14日（バレンタインデー）。身長177cm。みずがめ座。血液型XF型。好物はレモンティー、チョコレート。
丈の短いレモン柄のワンピースを纏い、日傘を携える女性。常に嘲笑を帯びた表情をしている。B・W内にファンクラブが存在したが、ウイスキーピークにてゾロに潰された。笑い方は「キャハハハ」。思い描く理想は「チョコ屋」。
超人系悪魔の実「キロキロの実」の能力者。自分の体重を1キログラム (kg) から1万kgまで、変化させることができる。体重を軽くした状態で風に乗り、日傘で飛行する。攻撃時は高所から体重を重くした状態で急降下して、相手を押し潰す。
Mr.5と共にウイスキーピークに赴くが、ルフィとゾロに一蹴される。リトルガーデンでは、ウソップを拷問し苦しめるが、ナミとビビに不意を突かれ倒された。
表紙連載『ミスG･Wの作戦名"ミーツバロック"』では、B・W崩壊を知り、リトルガーデンを脱出。キューカ島では一時海軍に捕らわれるが、Mr.2の協力により救出された。その後、海軍の留置場に潜入し、エージェントの脱獄を手引きした。NEWスパイダーズカフェでは、お菓子作りをしている。
技一覧
一万キロプレス
身体を軽くして跳び上がり、1万kgの重さで相手を押し潰す。
一万キロギロチン
身体を軽くして跳び上がり、足を伸ばした状態でギロチンのように相手のもとに落下する。ナミとビビによって不発に終わった。
強くなる石（クレッシェンドストーン）
相手に腰掛けた状態から、徐々に体を重くしていく。ウソップを尋問する際に使用した。

### フロンティアエージェント
主な任務は、「偉大なる航路」の入り口で社員を率いて資金集めをすること。
Mr.6&ミス・マザーズデー
作中未登場。
Mr.7
声 - けーすけ
B・Wフロンティアエージェント。
数字の7を体中にあしらった、珍妙な衣装に身を包む男。笑い方は「オホホホホ」、口癖は「○○なスンポー」。妙な形の銃「黄色い銃」を使う狙撃手。弾丸はサイコロのような形で、敵に当たると破裂する。
アラバスタで時計台からの宮殿前広場砲撃を担当したが、ミス・ファーザーズデーと共にビビに敗れ転落した。
ミス・ファーザーズデー
声 - 中友子
B・Wフロンティアエージェント。Mr.7のパートナー。
カエル風の珍妙な衣装に身を包む女。笑い方は「ゲロゲロゲロ」。妙な形の銃「ゲロゲロ銃（ガン）」を使う狙撃手。弾丸はカエルの頭のような形で、敵に当たると破裂する。誕生日は6月21日（父の日）。
内乱で敵の砲撃場所を探していたペルを撃ち落とすも、Mr.7共々ビビに倒された。
先代Mr.7
声 - 竹内良太（実写ドラマ版・日本語吹替）
演 - ベン・カシマレ
原作では名前のみの登場。数年前に「東の海」でゾロをB・Wにスカウトし、はねつけられたため彼に斬りかかったが、返り討ちにされた。SBSでは左頬に7の字を書いた男として描かれている。実写ドラマ版ではゾロをスカウトしたシーンが描かれている。
Mr.8
B・Wフロンティアエージェント。ウイスキーピークでは「イガラッポイ」と名乗り、町長を演じていた。正体はアラバスタ王国護衛隊長イガラム。
ミス・マンデー
声 - 大本眞基子
B・Wフロンティアエージェント。Mr.8のパートナー。
筋肉質な体型をした大柄な女。丸太を振り回す怪力の持ち主。「偉大なる航路」出身。誕生日は1月24日（マンデー(1)月曜日げつよ(24)うび）。
ウイスキーピークではシスターに変装し、ナミと飲み比べをした。Mr.8らと共にゾロを襲撃するが、ゾロの怪力に圧倒された。ビビを逃がす際、任務失敗の罰を受けるならせめて友達の盾になりたいとMr.5を足止めしようとするが、返り討ちにされた。
新世界編では、Mr.9との間に息子のナンデーを設けており、ウイスキーピークで賞金稼ぎを続けている。
技一覧
カ・イ・リ・キ メリケン
ナックルダスターを装着した拳でパンチを叩き込む。
Mr.9
声 - 高戸靖広
演 - ダニエル・ラスカー
B・Wフロンティアエージェント。
王冠を被った男。金属バットを駆使したアクロバット的な攻撃が得意。野球をモチーフにした技を使う。「バイバイベイビー」が口癖。「偉大なる航路」出身。誕生日は9月27日。
ウイスキーピークの食糧を確保するため、ミス・ウェンズデーと共に双子岬にいるクジラ・ラブーンを狙うが、偶然出くわしたルフィ達の妨害により失敗し、アンラッキーズからの制裁を食らう。その後、記録指針を目当てに一味に頼み込みウイスキーピークに帰還。Mr.8らと共にゾロを襲撃するが軽くあしらわれ、Mr.8が放った砲撃に巻き込まれ倒される。ビビの正体が露見した際、長年付き添った身だからと彼女を庇い、Mr.5に向かって攻撃を試みたが、返り討ちに遭った。
新世界編では、ミス・マンデーとの間に子供を設けており、ウイスキーピークで賞金稼ぎを続けている。
技一覧
熱血ナイン 根性バット
バク転しながら相手に突進し、金属バットで攻撃する。
カッ飛ばせ仕込みバット
金属バットの先から鎖を展開して相手に絡みつかせ、動きを封じる。
ミス・ウェンズデー
B・Wフロンティアエージェント。Mr.9のパートナー。正体はアラバスタ王国王女ネフェルタリ・ビビ。
Mr.10&ミス・テューズデー
作中未登場。
Mr.11
声 - 小野健一
B・Wフロンティアエージェント。「偉大なる航路」出身。誕生日は11月21日。
スモーカーに捕まった後、ビリオンズに暗殺された。
ミス・サーズデー
Mr.11のパートナー。作中未登場。
Mr.12&ミス・サタデー
作中未登場。

### 13日の金曜日（アンラッキーズ）
Mr.13&ミス・フライデー
任務失敗者への仕置き人兼伝達係。通称「13日の金曜日（アンラッキーズ）」。
「偉大なる航路」出身。誕生日はMr.13が5月17日（世界電気通信および情報社会の日）、ミス・フライデーが1月21日（ミス・フ(2)ライ(1)デー(1)）。
Mr.13はサングラスを掛けた雄のラッコで、貝に刃がついた武器（爆弾の発火器具も兼ねる）を持つ。また似顔絵が上手く、敵の姿を本部に伝える。ミス・フライデーは機関銃を背負う雌のハゲタカ。エージェントの任務の管理と指令の伝達を行い、任務失敗者は即座に抹殺する。
ウイスキーピーク編で、ルフィ達がボスの正体を知ったことをクロコダイルに報告。リトルガーデン編で、Mr.3の任務完了を確認するためリトルガーデンに出向くが、居合わせたサンジに倒される。アラバスタに戻った後、海軍に捕らえられ、エージェント達の似顔絵を描いた。

### ビリオンズ
オフィサーエージェントの部下。総勢200人。フロンティアエージェントの候補社員でもある。ビビからも精鋭と認められており、実力は二桁代のナンバーエージェントとあまり変わらない。隙あらばエージェントを始末して自分がエージェントになろうと考える野心家もいる。
アクマイ
Mr.2・ボン・クレーの側近。コウモリのような髪型の男。「偉大なる航路」出身。誕生日は12月27日。
Mr.メロウ
声 - 高塚正也
マスクメロンのような帽子を被り、「完熟」と書かれたシャツを着た男。4年前にアラバスタでダンスパウダーの密輸が露見した際、「王の命令で運んだ」と偽って反乱を誘発した（ちなみに当時のシャツの字は「半熟」）。
スモーカーの船がナノハナに上陸した際、そこに捕らえられていたMr.11を射殺する。さらに、アラバスタを訪れていたエースの首を狙うが、船ごと破壊され海に沈められた。
Mr.ラブ
ミス・バレンタインのファンクラブ会員。アラバスタの動乱中、たしぎに斬られた。

### ミリオンズ
フロンティアエージェントの部下。総勢1800人。
ミス・キャサリーナ
ウイスキーピークで賞金稼ぎを行っていた、修道女の格好をした女性。「東の海」出身。誕生日は3月23日。
だまし討ち戦法をとる。油断した相手に十字架に仕込んだガスを吹きかける「神のご加護目潰し」を使ったが、ゾロには通用せず、峰打ちで倒された。
Mr.ビーンズ
ウイスキーピークで賞金稼ぎを行っていた少年。ミス・キャサリーナのパートナー。「偉大なる航路」出身。誕生日は2月24日。
子供の姿を活かした、だまし討ちを得意とする。ミス・キャサリーナとの連携でゾロをはめようとしたが、まとめて倒された。
Mr.シミズ
ウイスキーピークで、サンジに群がる女性と共に酒を飲んでいたオヤジ。飲み会があるところに現れるという。「偉大なる航路」出身。誕生日は12月11日。

### その他
バンチ
オフィサーエージェント専用の水陸送迎ガメ。ハットを被り、葉巻を吸っている。カメだが足は早い。「西の海」出身。
エリマキランナーズ
B・W緊急伝達係であるエリマキトカゲたち。「エ」と鳴く。アンラッキーズ不在時に、ナノハナのビリオンズへの伝達を任された。
バナナワニ
クロコダイルのペット。頭にバナナが生えた巨大なワニ。複数飼育されている。性格は獰猛で、海王類をも捕食するという。
F-ワニ
アラバスタ王国の動物脚力ランク2位。ワニ目バナナワニ科。性格は大人しい。